# Liste der Gouverneure von Alabama

Gouverneursflagge

Siegel des Gouverneurs

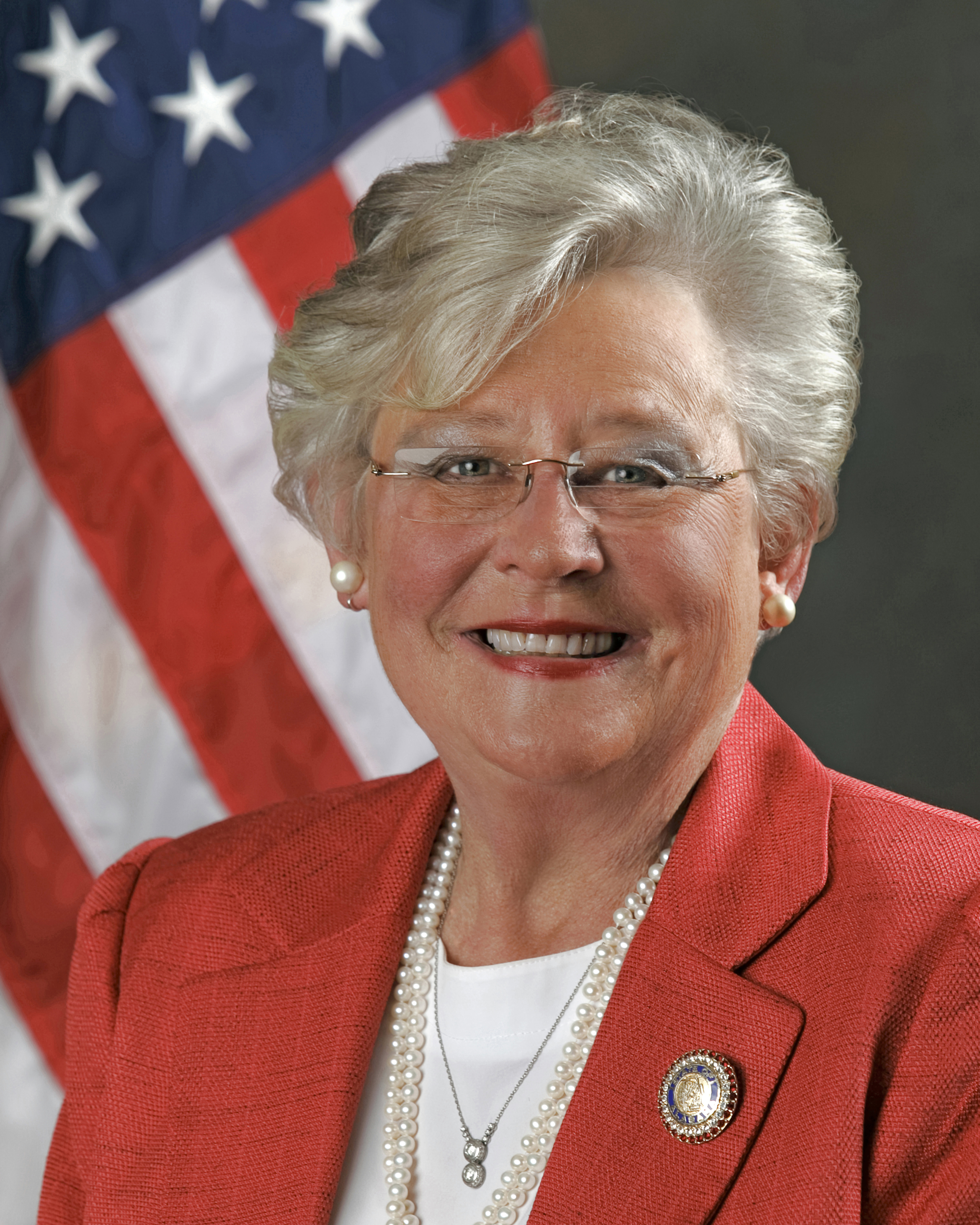
Kay Ivey, die derzeitige Gouverneurin von Alabama

Diese Liste führt alle Gouverneure des US-Bundesstaates Alabama und des zuvor bestehenden Alabama-Territoriums auf.

## Alabama-Territorium
| Name               | Amtszeit  | Partei |
| ------------------ | --------- | ------ |
| William Wyatt Bibb | 1817–1819 |        |

## Bundesstaat Alabama
| Name                         | Amtszeit  | Partei                |
| ---------------------------- | --------- | --------------------- |
| William Wyatt Bibb           | 1819–1820 | Democratic Republican |
| Thomas Bibb                  | 1820–1821 | Democratic Republican |
| Israel Pickens               | 1821–1825 | Democratic Republican |
| John Murphy                  | 1825–1829 | Democratic Republican |
| Gabriel Moore                | 1829–1831 | Demokrat              |
| Samuel B. Moore              | 1831      | Demokrat              |
| John Gayle                   | 1831–1835 | Demokrat              |
| Clement Comer Clay           | 1835–1837 | Demokrat              |
| Hugh McVay                   | 1837      | Demokrat              |
| Arthur Pendleton Bagby       | 1837–1841 | Demokrat              |
| Benjamin Fitzpatrick         | 1841–1845 | Demokrat              |
| Joshua Lanier Martin         | 1845–1847 | Demokrat              |
| Reuben Chapman               | 1847–1849 | Demokrat              |
| Henry Watkins Collier        | 1849–1853 | Demokrat              |
| John Anthony Winston         | 1853–1857 | Demokrat              |
| Andrew Barry Moore           | 1857–1861 | Demokrat              |
| John Gill Shorter            | 1861–1863 | Demokrat              |
| Thomas Hill Watts            | 1863–1865 | Demokrat              |
| Lewis Eliphalet Parsons      | 1865      | Demokrat              |
| Robert Miller Patton         | 1865–1867 | Whig                  |
| Wager Swayne                 | 1867–1868 | Militär               |
| William Hugh Smith           | 1868–1870 | Republikaner          |
| Robert Burns Lindsay         | 1870–1872 | Demokrat              |
| David Peter Lewis            | 1872–1874 | Republikaner          |
| George Smith Houston         | 1874–1878 | Demokrat              |
| Rufus Willis Cobb            | 1878–1882 | Demokrat              |
| Edward Asbury O’Neal         | 1882–1886 | Demokrat              |
| Thomas Seay                  | 1886–1890 | Demokrat              |
| Thomas Goode Jones           | 1890–1894 | Demokrat              |
| William Calvin Oates         | 1894–1896 | Demokrat              |
| Joseph Forney Johnston       | 1896–1900 | Demokrat              |
| William Dorsey Jelks         | 1900      | Demokrat              |
| William James Samford        | 1900–1901 | Demokrat              |
| William Dorsey Jelks         | 1901–1904 | Demokrat              |
| Russell McWhortor Cunningham | 1904–1905 | Demokrat              |
| William Dorsey Jelks         | 1905–1907 | Demokrat              |
| Braxton Bragg Comer          | 1907–1911 | Demokrat              |
| Emmet O’Neal                 | 1911–1915 | Demokrat              |
| Charles Henderson            | 1915–1919 | Demokrat              |
| Thomas Erby Kilby            | 1919–1923 | Demokrat              |
| William Woodward Brandon     | 1923–1927 | Demokrat              |
| David Bibb Graves            | 1927–1931 | Demokrat              |
| Benjamin Meek Miller         | 1931–1935 | Demokrat              |
| David Bibb Graves            | 1935–1939 | Demokrat              |
| Frank Murray Dixon           | 1939–1943 | Demokrat              |
| Chauncey Sparks              | 1943–1947 | Demokrat              |
| James Elisha Folsom Sr.      | 1947–1951 | Demokrat              |
| Seth Gordon Persons          | 1951–1955 | Demokrat              |
| James Elisha Folsom Sr.      | 1955–1959 | Demokrat              |
| John Malcolm Patterson       | 1959–1963 | Demokrat              |
| George Corley Wallace        | 1963–1967 | Demokrat              |
| Lurleen Burns Wallace        | 1967–1968 | Demokrat              |
| Albert Preston Brewer        | 1968–1971 | Demokrat              |
| George Corley Wallace        | 1971–1979 | Demokrat              |
| Forrest Hood James           | 1979–1983 | Demokrat              |
| George Corley Wallace        | 1983–1987 | Demokrat              |
| Harold Guy Hunt              | 1987–1993 | Republikaner          |
| James Elisha Folsom Jr.      | 1993–1995 | Demokrat              |
| Forrest Hood James           | 1995–1999 | Republikaner          |
| Donald Eugene Siegelman      | 1999–2003 | Demokrat              |
| Robert Renfroe Riley         | 2003–2011 | Republikaner          |
| Robert Julian Bentley        | 2011–2017 | Republikaner          |
| Kay Ellen Ivey               | seit 2017 | Republikaner          |